# 本荘 (播磨町)
本荘（ほんじょう）は、兵庫県加古郡播磨町の大字。本荘1丁目から4丁目が設置されている。旧加古郡阿閇村大字本荘。郵便番号は675-0154。

## 地理

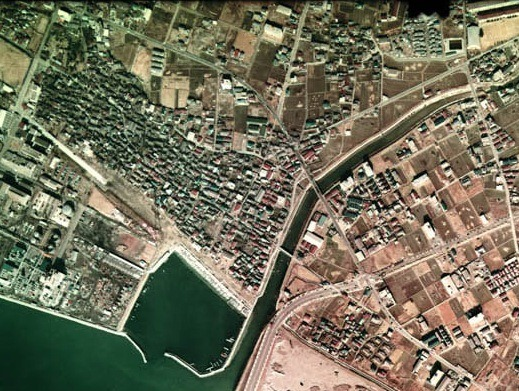
本荘（1974年度撮影）

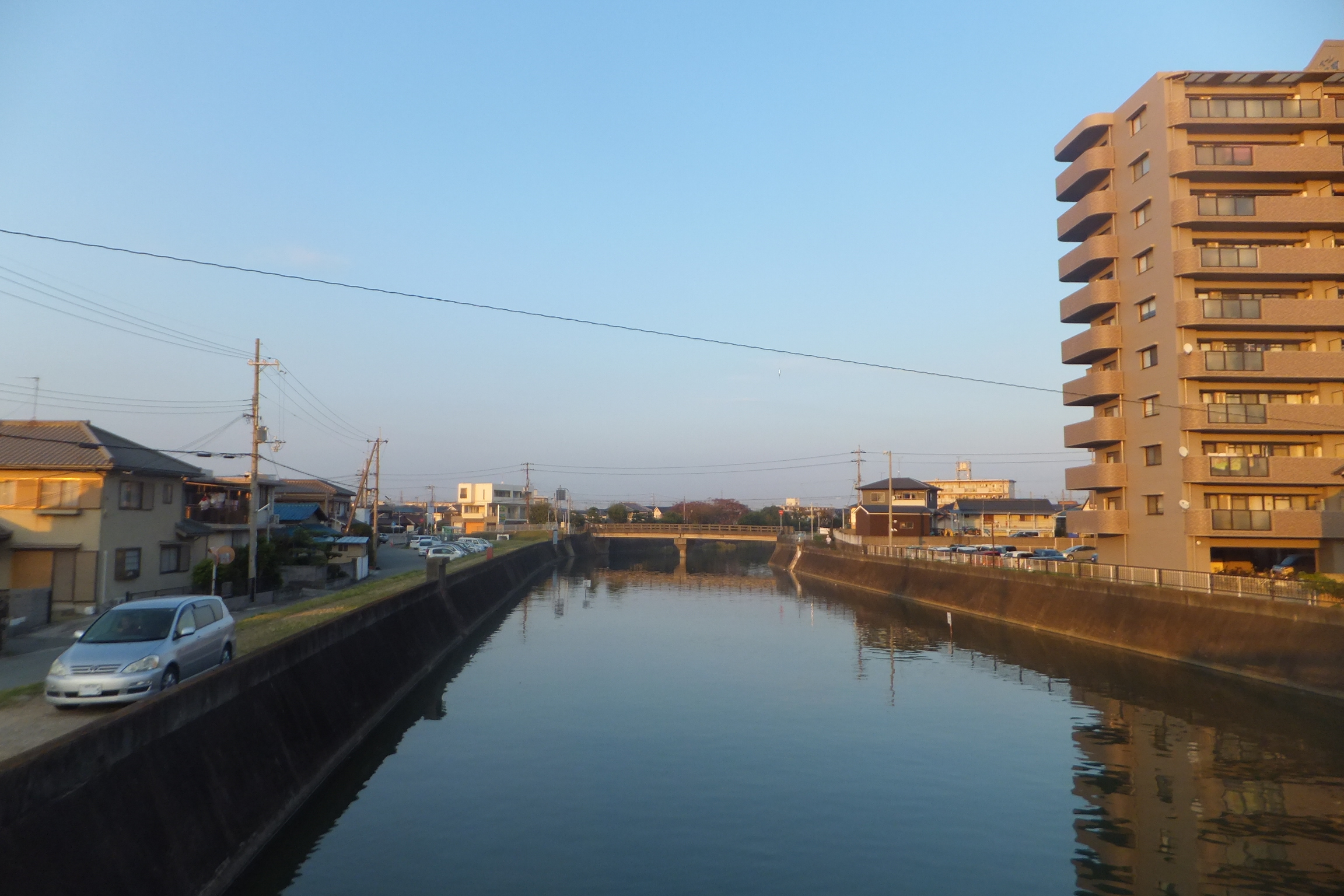
喜連川

加古郡播磨町の中央部に位置しており、播磨灘（東播磨海岸）沿いにあたる。主に住宅地として利用される。漁港及び漁業関連施設も置かれている。東側は東本荘・西側は宮西・・北側は北本荘・宮北と接している。

## 歴史
かつては「本初」・「本所」と呼ばれていた。 

### 沿革
- 1962年4月1日 - 阿閇村から播磨町へと自治体名改称・町制施行し、播磨町の大字となり、阿閇村大字本荘から播磨町大字本荘になる。[6]
- 1979年10月 - 播磨町総合体育館が完成する。[7] [8]

### 字域の変遷
| 実施前               | 実施年       | 実施後               |
| -------------------- | ------------ | -------------------- |
| 加古郡阿閇村大字本荘 | 1962年4月1日 | 加古郡播磨町大字本荘 |

## 世帯数と人口
2022年（令和4年）3月1日現在の世帯数と人口は以下の通りである。
| 町丁      | 世帯数  | 人口    |
| --------- | ------- | ------- |
| 古宮1丁目 | 172世帯 | 368人   |
| 古宮2丁目 | 216世帯 | 424人   |
| 古宮3丁目 | 134世帯 | 307人   |
| 古宮4丁目 | 111世帯 | 219人   |
| 計        | 633世帯 | 1,318人 |

## 小・中学校の学区
町立小・中学校に通う場合、学区は以下の通りとなる。
| !番地 | 小学校                                         | 中学校               |                      |
| ----- | ---------------------------------------------- | -------------------- | -------------------- |
| 1丁目 | 1番 - 6番                                      | 播磨町立播磨南小学校 | 播磨町立播磨南中学校 |
| 1丁目 | 7番 - 9番                                      | 播磨町立播磨小学校   | 播磨町立播磨南中学校 |
| 2丁目 | 全域                                           | 播磨町立播磨小学校   | 播磨町立播磨南中学校 |
| 3丁目 | 1番（一部）・2番・3番・5番（一部）・7番 - 10番 | 播磨町立播磨小学校   | 播磨町立播磨南中学校 |
| 3丁目 | 1番（一部）・4番・5番（一部）・6番             | 播磨町立播磨西小学校 | 播磨町立播磨南中学校 |
| 4丁目 | 全域                                           | 播磨町立播磨西小学校 | 播磨町立播磨南中学校 |

## 交通

### 鉄道
地内に鉄道は通っていない。

### バス
- 神姫バス

### 道路

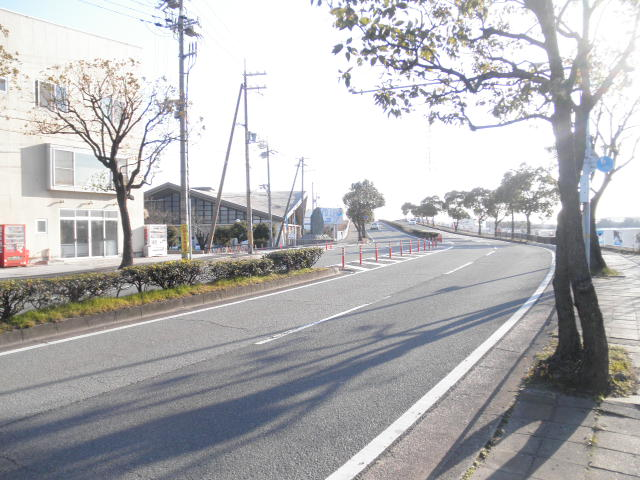
兵庫県道539号東播磨港線
- 兵庫県道718号明石高砂線

- 兵庫県道539号東播磨港線

## 施設
- 播磨町総合体育館[10]
- 浜田公園[10]
- 阿閇神社
- 住友精化別府工場 - 住所は宮西であるが、敷地の一部は本荘にあたる。
- 阿閇漁港
- マルアイ本荘店
- 業務スーパー本荘店

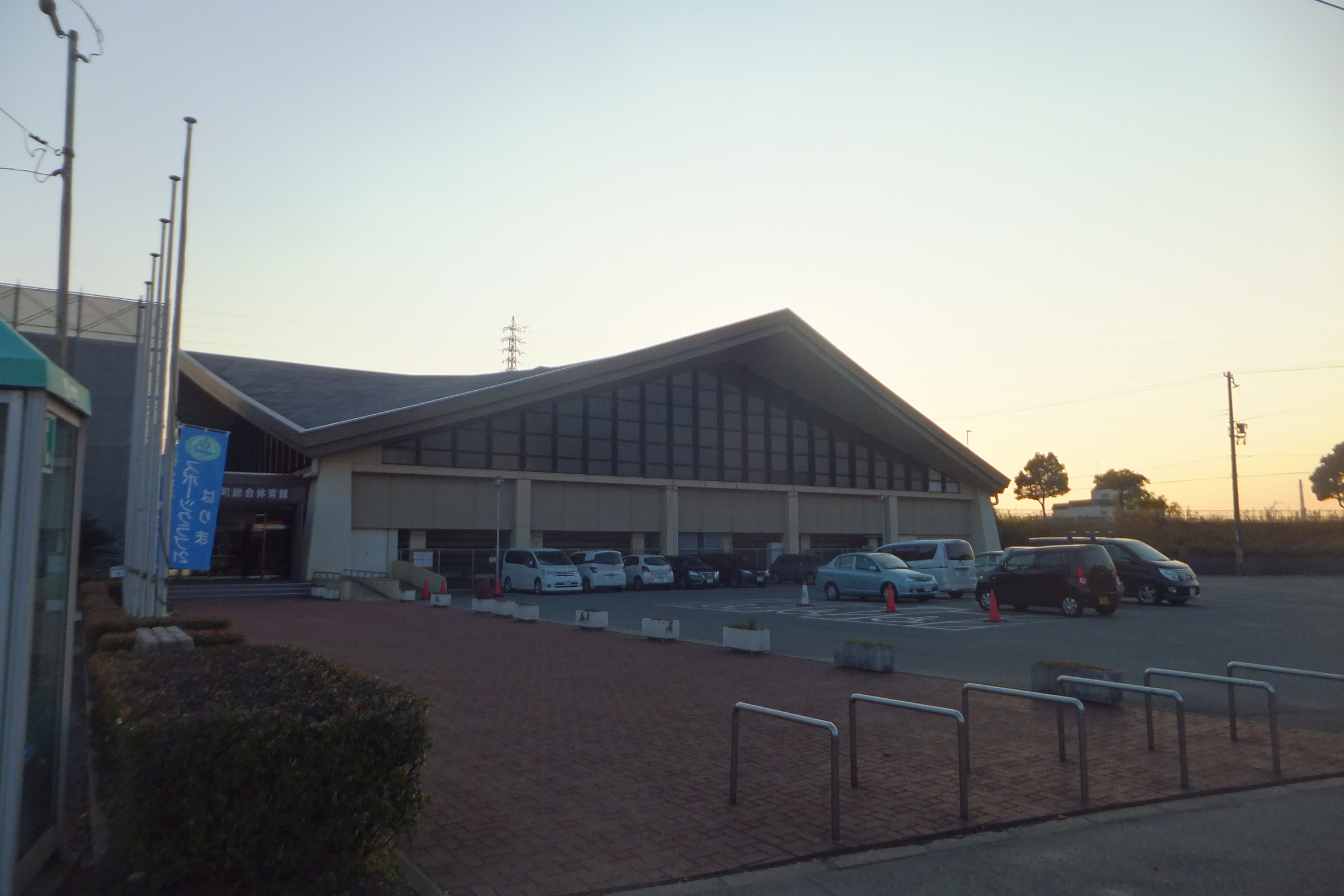
播磨町立体育館
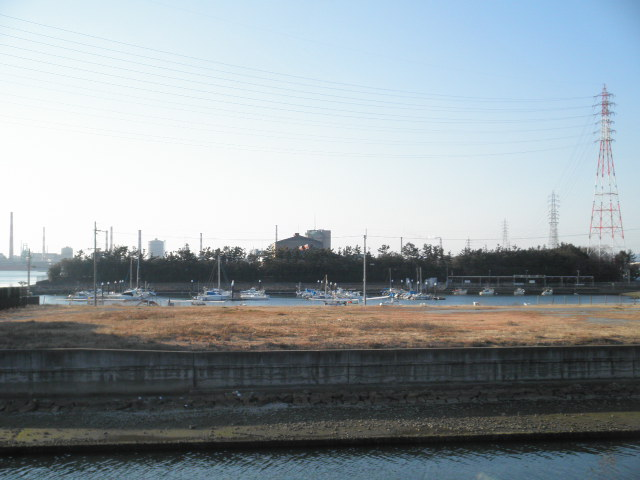
阿閇漁港